# 부산남일고등학교
부산남일고등학교(釜山南一高等學校)는 대한민국 부산광역시 수영구 망미동에 있는 공립 고등학교이다.

## 학교 연혁
- 1984년 10월 8일 : 부지 23,737m2 결정 공사 착수
- 1984년 12월 17일 : 교육법 제85조의 규정에 의하여 설립인가 (각 학년 12학급, 전 36학급)
- 1985년 3월 1일 : 초대 박태현 교장 취임
- 1985년 3월 5일 : 수업연한 3년, 보통과 12학급 702명으로 개교 및 제1회 입학식
- 1986년 3월 1일 : 망미고등학교에서 부산남일고등학교로 교명 변경
- 1988년 2월 11일 : 제1회 졸업식(673명)
- 1997년 3월 1일 : 교육부지정 연구학교 운영(제7차 교육과정 범교과 편성·운영)
- 2001년 3월 1일 : 시교육청 지정 연구학교 운영(제7차 교육과정 심화보충 수준별 운영)
- 2002년 8월 31일 : 동호관(체육관) 신관 증축 준공
- 2008년 3월 1일 : 시교육청 지정 성폭력 예방교육 연구학교 운영
- 2009년 3월 2일 : 시교육청지정 수학과 학력신장 연구 정책 학교 운영(1／3년)
- 2010년 11월 29일 : 운동장 인조잔디 개장식
- 2024년 2월 7일 : 제37회 졸업식(200명, 누계 16,726명)
- 2024년 3월 1일 : 제18대 최재용 교장 취임
- 2024년 3월 4일 : 제40회 입학식(246명)

## 참고 자료
- 부산남일고등학교 - 한국교육학술정보원 학교알리미